# リシャール・ラツィマンドラヴァ
リシャール・ラツィマンドラヴァ（Richard Ratsimandrava、1931年3月21日 - 1975年2月11日）は、マダガスカルの軍人、政治家。1975年2月5日に大統領に就任するも、2月11日に暗殺された。
1931年、アンタナナリヴ生まれ。メリナ人。出自階層は「奴隷」であったとされる。サン・シール陸軍士官学校で学び、フランス軍に入隊、モロッコやアルジェリアで軍務に就いた。1959年にマダガスカルのフィアナランツアの第12海兵大隊に配属、階級は中尉（ lieutenant dans l’armée française ）。1960年にマダガスカルが独立すると、彼はマダガスカル軍に参加、1962年まで陸軍士官として任務に就いた。憲兵隊への入隊を要請され、フランスの国家憲兵隊士官学校に配属。マダガスカル国家憲兵隊においては、1968年には中佐、1969年には司令官の地位に就いた（1972年まで）。1972年にフィリベール・ツィラナナの政権が崩壊し、ガブリエル・ラマナンツォア政権が発足すると、ラツィマンドラヴァは内務大臣の地位に就いた。この地位にあったため、1975年2月5日に軍隊を使ってラマナンツォアを退陣へと追い込むことができた。
しかし大統領就任6日後の1975年2月11日朝8時、彼は大統領宮殿で反乱軍に襲撃され、命を落とした。